# معركة كونوتوب
معركة كونوتوب هي إحدى أهم المعارك إبان الحرب الروسية الأوكرانية التي كانت تدور في 1658 و1659. المعركة جرت بين 7 و9 يوليو حسب التقويم الغريغوري (27 و29 يونيو حسب التقويم اليولياني) سنة 1659 بين قوات أوكرانية وتترية من جانب وقوات موسكوفية وأوكرانية من جانب آخر.

## الخلفية التاريخية
كانت الحرب الروسية الأوكرانية تدور على خلفية تدهور العلاقات بين أوكرانيا وبين روسيا إثر وفاة بوهدان خمل نيتس كيي والحرب الأهلية في أوكرانيا وتدخّل الدول المجاورة في الشؤون الأوكرانية. وكانت السلطات الموسكوفية تساعد على تفاقم الحرب الأهلية فيما كان القائد الأوكراني إيفان فيغوفسكي يسعى إلى عقد معاهدة هادياتش التي كانت ستضمن تأسيس دوقية خاصة بأوكرانيا متساوية الحقوق مع بولندا في إطار الكومنولث البولندي الليتواني. وكان من المفروض ان تضمن معاهدة هادياتش حقوق الكنيسة الأوكرانية المسيحية الأرثذوكسية. إلا أن برلمان الكومنولث البولندي الليتواني صادق على معاهدة هادياتش بشكل جزئي في 1659، حاذفا منها بعض البنود الأساسية بما فيها تشكيل دوقية أوكرانية متساوية مع بولندا وليتوانيا. وتدخلت القوات المسكوفية في أوكرانيا إثر ذلك، بالتعاون مع قوات أوكرانية مضادة لفيغوفسكي. ومال عدد كبير من المدنيين الأوكرانيين والقوزاق إلى فيغوفسكي بسبب هذه التصرفات للجيش الروسي.
في غضون ذلك، دخل الجيش الروسي البالغ عدد جنوده أكثر من 150 ألف شخص، الأراضي الأوكرانية لمساعدة القوات الأوكرانية المعادية لفيغوفسكي في ربيع سنة 1659 وقررت الاستيلاء على مدينة كونوتوب. وبدأ حصار كونوتوب في 21 أبريل، إلا أن قوات القوزاق صدت الهجوم.

## المعركة
كان جيش القوزاق الأوكراني تحت قيادة إيفان فيغوفسكي وقوات التتر متجها نحو كونوتوب. وهاجمت فصيلة صغيرة من القوزاق القوات الروسية تحت قيادة أليكسي تروبيتسكوي فجأة صباح 27 يونيو واستولت على عدد كبير من الخيول الروسية وطردتها إلى البرية. ولكن خيالة تروبيتسكوي شنوا هجوما مضادا على فصيلة القوات الأوكرانية، ما اضطرّها للتراجع. وأرسل تروبيتسكوي 30 ألف من نخبة الخيالة الروس تحت قيادة سيميون بوجارسكي لملاحقة القوزاق في 28 يونيو فيما بقي 30 ألف آخرون في المخيّم. ولكن القوزاق والتتر شنوا الهجوم على قوات بوجارسكي فجر 29 يونيو وقتلوا الخيالة الروس ال30 ألف جميعهم تقريبا وأُسروا بوجارسكي. ولدى سماعه الأخبار عن هزيمة بوجارسكي وخيالته، أمر تروبيتسكوي بالتراجع عن أوكرانيا. واستولى قوات القوزاق الأوكرانية على عدد كبير من المدافع الروسية.